# Anton Mirantsjoek
Anton Andrejevitsj Mirantsjoek (Russisch: Антон Андреевич Миранчук) (Slavjansk aan de Koeban, 17 oktober 1995) is een Russisch voetballer die doorgaans speelt als middenvelder. In september 2024 verruilde hij Lokomotiv Moskou voor FC Sion. Mirantsjoek maakte in 2017 zijn debuut in het Russisch voetbalelftal. Hij is de tweelingbroer van Aleksej Mirantsjoek.

## Clubcarrière
Mirantsjoek speelde in de jeugdopleiding van Lokomotiv Moskou en brak ook door bij die club. Op 30 oktober 2013 werd in de beker na strafschoppen verloren (4–3) van Rotor Volgograd nadat aan het einde van de reguliere speeltijd niet gescoord was. Mirantsjoek begon aan dit duel als wisselspeler maar van coach Leonid Koetsjoek na achtentachtig minuten invallen voor Victor Obinna. Na deze invalbeurt werd de Rus twee jaar lang niet meer ingezet in het eerste elftal van Lokomotiv. In februari 2016 werd hij voor het restant van het kalenderjaar gehuurd door Levadia Tallinn. Na zijn terugkeer moest Mirantsjoek even wachten op speeltijd, maar vanaf het einde van het seizoen 2016/17 werd hij een vaste waarde bij Lokomotiv. In januari 2019 verlengde hij zijn verbintenis bij de club tot medio 2021. Hier werden eind 2020 nog drie seizoenen aan toegevoegd.
Nadat dit contract in de zomer van 2024 afliep, verliet Mirantsjoek Lokomotiv Moskou. Tot september zat de middenvelder zonder werkgever, waarna hij voor twee seizoenen bij de Zwitserse promovendus FC Sion tekende.

## Clubstatistieken
| Seizoen | Club             | Competitie   | Competitie | Competitie | Beker | Beker | Internationaal | Internationaal | Totaal | Totaal |
| Seizoen | Club             | Competitie   | Wed.       | Dlp.       | Wed.  | Dlp.  | Wed.           | Dlp.           | Wed.   | Dlp.   |
| ------- | ---------------- | ------------ | ---------- | ---------- | ----- | ----- | -------------- | -------------- | ------ | ------ |
| 2013/14 | Lokomotiv Moskou | Premjer-Liga | 0          | 0          | 1     | 0     | —              | —              | 1      | 0      |
| 2014/15 | Lokomotiv Moskou | Premjer-Liga | 0          | 0          | 0     | 0     | —              | —              | 0      | 0      |
| 2015/16 | Lokomotiv Moskou | Premjer-Liga | 0          | 0          | 0     | 0     | 0              | 0              | 0      | 0      |
| 2016    | → Levadia Tallin | Meistriliiga | 30         | 14         | 1     | 0     | 4              | 1              | 35     | 16     |
| 2016/17 | Lokomotiv Moskou | Premjer-Liga | 3          | 0          | 0     | 0     | —              | —              | 3      | 0      |
| 2017/18 | Lokomotiv Moskou | Premjer-Liga | 29         | 4          | 2     | 0     | 10             | 1              | 41     | 5      |
| 2018/19 | Lokomotiv Moskou | Premjer-Liga | 26         | 7          | 8     | 4     | 6              | 1              | 36     | 15     |
| 2019/20 | Lokomotiv Moskou | Premjer-Liga | 17         | 3          | 1     | 0     | 1              | 0              | 19     | 3      |
| 2020/21 | Lokomotiv Moskou | Premjer-Liga | 23         | 4          | 3     | 0     | 6              | 3              | 32     | 7      |
| 2021/22 | Lokomotiv Moskou | Premjer-Liga | 9          | 1          | 1     | 0     | 0              | 0              | 10     | 1      |
| 2022/23 | Lokomotiv Moskou | Premjer-Liga | 28         | 8          | 6     | 3     | —              | —              | 34     | 11     |
| 2023/24 | Lokomotiv Moskou | Premjer-Liga | 29         | 6          | 9     | 2     | —              | —              | 38     | 8      |
| 2024/25 | FC Sion          | Super League | 7          | 0          | 0     | 0     | —              | —              | 7      | 0      |
| Totaal  | Totaal           | Totaal       | 201        | 51         | 32    | 9     | 27             | 7              | 260    | 67     |

Bijgewerkt op 7 november 2024.

## Interlandcarrière
Mirantsjoek maakte op 7 oktober 2017 zijn debuut in het Russisch voetbalelftal, toen dat in een vriendschappelijke wedstrijd met 4–2 won van Zuid-Korea. Namens de Russen scoorden Fjodor Smolov en Aleksej Mirantsjoek en de Koreaan Kim Ju-young maakte twee eigen doelpunten. Kwon Kyung-won en Ji Dong-won maakten de goals namens de bezoekers. Mirantsjoek mocht van bondscoach Stanislav Tsjertsjesov in de basis starten en hij werd in de rust gewisseld ten faveure van Dmitri Tarasov. De andere debutanten dit duel waren Daler Koezjajev (Zenir Sint-Petersburg), Konstantin Rausch (1. FC Köln), Mário Fernandes (CSKA Moskou) en Anton Zabolotni (FC Tosno). Mirantsjoek werd in mei 2018 door Tsjertsjesov opgenomen in de selectie van Rusland voor het wereldkampioenschap in eigen land. Op het eindtoernooi kwam hij niet in actie. Op 8 juni 2019 maakte de middenvelder zijn eerste doelpunt, tijdens zijn negende interlandoptreden, tegen San Marino. Na een eigen doelpunt van Michele Cevoli en goals van Artjom Dzjoeba en Fjodor Koedrasjov maakte Mirantsjoek de vierde voor Rusland. Door nog drie goals van Dzjoeba en twee van Fjodor Smolov werd het uiteindelijk 9–0.
| Interlands van Anton Mirantsjoek voor Rusland | Interlands van Anton Mirantsjoek voor Rusland | Interlands van Anton Mirantsjoek voor Rusland | Interlands van Anton Mirantsjoek voor Rusland | Interlands van Anton Mirantsjoek voor Rusland | Interlands van Anton Mirantsjoek voor Rusland |
| №                                             | Datum                                         | Wedstrijd                                     | Uitslag                                       | Competitie                                    | Goals                                         |
| Als speler bij Lokomotiv Moskou               | Als speler bij Lokomotiv Moskou               | Als speler bij Lokomotiv Moskou               | Als speler bij Lokomotiv Moskou               | Als speler bij Lokomotiv Moskou               | Als speler bij Lokomotiv Moskou               |
| --------------------------------------------- | --------------------------------------------- | --------------------------------------------- | --------------------------------------------- | --------------------------------------------- | --------------------------------------------- |
| 1                                             | 7 oktober 2017                                | Rusland – Zuid-Korea                          | 4 – 2                                         | Vriendschappelijk                             |                                               |
| 2                                             | 14 november 2017                              | Rusland – Spanje                              | 3 – 3                                         | Vriendschappelijk                             |                                               |
| 3                                             | 23 maart 2018                                 | Rusland – Brazilië                            | 0 – 3                                         | Vriendschappelijk                             |                                               |
| 4                                             | 27 maart 2018                                 | Rusland – Frankrijk                           | 1 – 3                                         | Vriendschappelijk                             |                                               |
| 5                                             | 30 mei 2018                                   | Oostenrijk – Rusland                          | 1 – 0                                         | Vriendschappelijk                             |                                               |
| 6                                             | 5 juni 2018                                   | Rusland – Turkije                             | 1 – 1                                         | Vriendschappelijk                             |                                               |
| 7                                             | 15 november 2018                              | Duitsland – Rusland                           | 3 – 0                                         | Vriendschappelijk                             |                                               |
| 8                                             | 21 maart 2019                                 | België – Rusland                              | 3 – 1                                         | EK 2020 kwalificatie                          |                                               |
| 9                                             | 8 juni 2019                                   | Rusland – San Marino                          | 9 – 0                                         | EK 2020 kwalificatie                          | 41'                                           |
| 10                                            | 11 juni 2019                                  | Rusland – Cyprus                              | 1 – 0                                         | EK 2020 kwalificatie                          |                                               |
| 11                                            | 9 september 2019                              | Rusland – Kazachstan                          | 1 – 0                                         | EK 2020 kwalificatie                          |                                               |
| 12                                            | 3 september 2020                              | Rusland – Servië                              | 3 – 1                                         | Nations League 2020/21                        |                                               |
| 13                                            | 6 september 2020                              | Hongarije – Rusland                           | 2 – 3                                         | Nations League 2020/21                        | 15'                                           |
| 14                                            | 8 oktober 2020                                | Rusland – Zweden                              | 1 – 2                                         | Vriendschappelijk                             |                                               |
| 15                                            | 11 oktober 2020                               | Rusland – Turkije                             | 1 – 1                                         | Nations League 2020/21                        | 28'                                           |
| 16                                            | 14 oktober 2020                               | Rusland – Hongarije                           | 0 – 0                                         | Nations League 2020/21                        |                                               |
| 17                                            | 12 november 2020                              | Moldavië – Rusland                            | 0 – 0                                         | Vriendschappelijk                             |                                               |
| 18                                            | 15 november 2020                              | Turkije – Rusland                             | 3 – 2                                         | Nations League 2020/21                        |                                               |
| 19                                            | 18 november 2020                              | Servië – Rusland                              | 5 – 0                                         | Nations League 2020/21                        |                                               |

Bijgewerkt op 7 november 2024.

## Erelijst
| Premjer-Liga | 1 | 2017/18                            |
| Beker        | 4 | 2014/15, 2016/17, 2018/19, 2020/21 |